# Burgstall Tegernbach

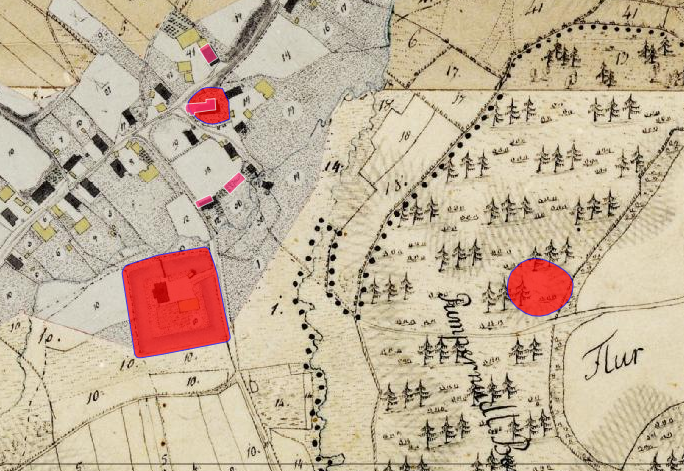
Lageplan von Burgstall (rechts mittig) und Turmhügel Tegernbach (links mittig) auf dem Urkataster von Bayern

Der Burgstall Tegernbach ist der Rest des abgegangenen Hofmarkschlosses Tegernbach 200 m südlich der Pfarrkirche Mariä Himmelfahrt in Tegernbach, einem Gemeindeteil der Gemeinde Rudelzhausen im oberbayrischen Landkreis Freising. Die Anlage wird als Bodendenkmal unter der Aktennummer D-1-7436-0001 als „abgegangenes Hofmarkschloss des späten Mittelalters und der frühen Neuzeit (‚Schloss Tegernbach‘)“ geführt. 350 m östlich davon liegt der Turmhügel Tegernbach.

## Geschichte
Das Schloss wurde von den Freiherren von Fraunhofer in der 1. Hälfte des 18. Jahrhunderts erbaut, ab Mitte des 19. Jahrhunderts gelangte es in den Besitz des Freiherrn Beck von Peccoz. Um 1860 bzw. 1906 wurde es fast vollständig abgebrochen.

## Beschreibung
Das quadratische Schlossareal macht ca. 100 × 100 m aus. Es liegt westlich der Nandlstädter Straße im Bereich des Bauernhofes 8 bzw. 8a von Tegernhof. Vom Schloss ist über Tage nur noch eine Wand erhalten geblieben, die heute die nördliche Giebelwand des westlichen Wirtschaftsgebäudes des Bauernhauses bildet. Auf deren Innenseite sollen noch Reste alter Wandbemalung erkennbar sein. Ferner gibt es im Hofbereich noch alte Kellerreste aus Schlosszeiten. Steine vom Abriss des Schlosses sollen insbesondere 1906 für die Erweiterung der Tegernbacher Pfarrkirche weiterverwendet worden sein. Das Haupthaus des heutigen Bauernhofes stammt aus den 1960er Jahren.